# Davide Bolognesi
Davide Bolognesi (Verona, 9 marzo 1970) è un dirigente sportivo, allenatore di calcio ed ex calciatore italiano, di ruolo centrocampista, direttore sportivo del settore Giovanile Team Santa Lucia Golosine.

## Carriera

### Giocatore
Nato a Verona, nel quartiere Porto San Pancrazio, gioca nell'omonima società fino all'età di 14 anni, quando viene prelevato dal Torino, vi esordisce nella stagione 1988-1989, conclusa con la retrocessione in Serie B, raccogliendo 5 presenze.
Passa quindi al Barletta dove rimane poco più di tre stagioni a cavallo tra B e C1.
Nel 1992 è acquistato dalla Casertana e da qui cominciano i problemi fisici del giocatore, che vede le presenze stagionali scendere ad una sola cifra.
La stagione successiva è al Prato dove rimane poco più di un biennio, tutto giocato in C1. Inizia quindi la sua prima avventura all'Olbia dove gioca per tre anni in Serie C2, culminate con la retrocessione nel C.N.D..
Non scende di categoria col passaggio alla Cavese, discesa rinviata alla stagione successiva con l'ingaggio presso l'Atletico Milan.
Nel 2000 torna in C1 con la maglia della Viterbese, prima del definitivo passaggio all'Olbia dove si ritira nel 2004
Nazionale 
Under 15
Under 16 vice campione d'Europa 
Under 17 
Under 18 

### Direttore sportivo
Subito dopo il ritiro, diventa direttore sportivo dell'Olbia, carica rivestita fino al 2010, mentre ora è rientrato nel veronese e dopo una esperienza nel Calcio Caldiero Terme è stato allenatore  Direttore Sportivo per AC San Zeno di Verona nel campiotnato di Promozione fino al Maggio 2016.
Da Luglio 2016 ricopre il ruolo di Direttore Sportivo di tutto il settore giovanile della San Zeno Academy Torino FC in collaborazione con lo staff del Torino.
Dal 2017 è Scouting nel Triveneto per il Torino.
Da Luglio 2024 è il Nuovo Direttore Sportivo settore Giovanile Team Santa Lucia Golosine

### Allenatore
Dall'estate del 2015 al 10 febbraio 2016 è stato allenatore del San Zeno

## Palmarès

### Giocatore

#### Competizioni giovanili
- Campionato Primavera: 1

Torino: 1987-1988
- Coppa Italia Primavera: 2

Torino: 1987-1988  1988 - 1989
- Torneo di Viareggio: 2

Torino: 1987  1989
Campionato GIovanissimi 1
Torino 1984-1985